# 我的床
《我的床》（My Bed）是英國藝術家翠西·艾敏於1998年創造的作品。1999年，艾敏把她那張睡過的床和附近的物品放在泰特美術館展覽，這作品使她入圍當年的透納獎。儘管艾敏最終未能得獎，但憑著此作她得到相當的知名度。《我的床》曾一度被私人珍藏，現為泰特不列顛的展品之一。

## 背景
《我的床》源於1998年。當年，艾敏與男友分手，傷心欲絕的她在床上渡過4天。醒來後，她把那張睡過的床和附近的物品轉化為藝術創作，並放置在泰特美術館展出。《我的床》除了有散亂的床單外，床邊還有飲過的伏特加酒樽、抽過的煙、用過的安全套和染有經血的內褲。此作在展出以後得到藝評家好評，隨後行為藝術家蔡元與奚建君脫得只剩下內褲，並在《我的床》上打枕頭戰，令此作更為知名。艾敏從而入圍1999年度的透納獎，但最終未能獲獎。

## 價值
《我的床》於2000年被藝術收藏家查爾斯·薩奇以15萬英鎊收購。2014年5月，薩奇將《我的床》出售於拍賣行佳士得。3個月後，《我的床》以254萬英鎊成交，遠比80萬至120萬英鎊的估價為高。隨後，得主同意把《我的床》借給泰特不列顛展出，為期10年。

## 分析和評價
《我的床》被認為是英國最具爭議的藝術品。支持者指此作揭示了作者混亂不堪的夜生活，並把最令人難以啟齒的一面展示人前，是為一種懺悔，這也是該作最有價值之處。2014年，紐約萊曼·莫平藝術館館長大衛·莫平在《我的床》拍賣前夕稱「這件意義重大的作品」的估價僅為80萬至120萬英鎊「實在太低」。泰特美術館尼古拉斯·塞羅達爵士更稱《我的床》是「19世紀末以來最標誌性的作品」。
並不是所有人也喜歡此作，批評者認為她把亂七八槽的生活呈現人前是不要面的。在1999年，一名威爾士婦女在得悉《我的床》在泰特美術館展出後即試圖洗潔精和抹布打掃此床，並憤然斥責翠西的私生活。一些批評者則認為此作根本不是藝術品，因它實在太過平常。
對於其成名作引起人們強烈的反應，艾敏感到意外。她解釋﹕「我的作品沒有任何值得讓人震驚的」，因她在構思此作時「並沒有要讓人震驚的意思，只是想和人們達到對話的目的」，但她承認她的作品「改變了人們對藝術作品的看法」。

## 資料來源
1. 1 2 3 4 5  "Tracey Emin's My Bed at Tate Britain, review: In the flesh, its frankness is still arresting" （页面存档备份，存于） The Independent 2015 3 30
2. 1 2 3  "This Dirty Bed Just Sold for $3.77 Million" （页面存档备份，存于） The Times 2014 7 1
3. 1 2 3  "翠西艾敏《我的床》將上拍 考驗藏家收藏智慧" 《藝術中國》 2014 5 28
4. ↑  "Wales Housewife 'outraged' by dirty bed exhibit" （页面存档备份，存于） BBC News 1999 10 25
5. ↑  "Art Review - Tracey Emin: My Bed" （页面存档备份，存于） Aleteia
6. ↑  "Tracy Emin's My Bed sells for £2.5m - artist says it 'changed people's perceptions of art'" （页面存档备份，存于） The Independent 2014 7 2